# ستيف بيوركلاند
ستيف بيوركلاند (بالإنجليزية: Steve Bjorklund)‏ هو مغني أمريكي، ولد في 1960.